# 高知県道14号春野赤岡線
高知県道14号春野赤岡線（こうちけんどう14ごう はるのあかおかせん）は、高知県高知市から香南市に至る県道（主要地方道）である。

## 概要
高知市春野町弘岡上から香南市赤岡町に至る。
国道56号と国道55号を高知市中心部を通らずに結ぶ。高知市仁井田三里地区付近は新道と旧道の両方が県道指定されている。しかし、高知市浦戸から同市春野町仁ノまでの区間は、海岸に沿ったルートを維持している。
「桂浜花海道」で、平成5年度手づくり郷土賞（ふるさとの風景にとけこむ道）受賞。

### 路線データ
- 起点：高知市春野町弘岡上（国道56号交点）
- 終点：香南市赤岡町（赤岡町横岡交差点、国道55号交点、高知県道30号香北赤岡線終点）

## 歴史
- 1993年（平成5年）5月11日 - 建設省から、県道春野赤岡線が春野赤岡線として主要地方道に指定される[1]。

## 路線状況

### 重複区間
- 高知県道279号甲殿弘岡上線（高知市春野町弘岡上 - 高知市春野町森山）
- 高知県道34号桂浜はりまや線（高知市長浜 - 高知市浦戸）
- 高知県道35号桂浜宝永線（高知市浦戸 - 高知市仁井田）

### 道路施設

#### 橋梁
- 浦戸大橋（浦戸湾、高知市）
- 住吉橋（高知市）
- 新琴平橋（後川、南国市）
- 第二放水路橋（南国市）
- 境目大橋（後川、南国市）
- 新秋田橋（新秋田川、南国市）
- 物部川大橋（物部川、南国市 - 香南市）

#### トンネル
- 文庫鼻トンネル：延長75 m、2012年（平成24年）竣工、高知市
- 日出野トンネル：延長178 m、2001年（平成13年）竣工、高知市
- 峰寺（ぶじ）トンネル：延長335 m、1987年（昭和62年）竣工、南国市

## 地理

### 通過する自治体
- 高知市
- 南国市
- 香南市

### 交差する道路
| 交差する道路                                                                | 市町村名 | 交差する場所 | 交差する場所            |
| --------------------------------------------------------------------------- | -------- | ------------ | ----------------------- |
| 国道56号 国道197号 重複                                                     | 高知市   | 春野町弘岡上 | 起点                    |
| 高知県道279号甲殿弘岡上線 重複区間起点                                      | 高知市   | 春野町弘岡上 |                         |
| 高知県道279号甲殿弘岡上線 重複区間終点                                      | 高知市   | 春野町森山   |                         |
| 高知県道37号高知春野線                                                      | 高知市   | 春野町仁ノ   |                         |
| 高知県道23号須崎仁ノ線                                                      | 高知市   | 春野町仁ノ   |                         |
| 高知県道279号甲殿弘岡上線                                                   | 高知市   | 春野町甲殿   |                         |
| 高知県道14号春野赤岡線 / 支線                                               | 高知市   | 長浜         |                         |
| 高知県道34号桂浜はりまや線 / 支線 重複区間起点                              | 高知市   | 長浜         |                         |
| 高知県道34号桂浜はりまや線 重複区間終点 高知県道35号桂浜宝永線 重複区間起点 | 高知市   | 浦戸         |                         |
| 高知県道35号桂浜宝永線 重複区間終点                                         | 高知市   | 仁井田       |                         |
| 高知県道376号高知南インター線                                               | 高知市   | 仁井田       |                         |
| 高知県道247号仁井田竹中線                                                   | 高知市   | 仁井田       |                         |
| 高知県道248号栗山大津線                                                     | 南国市   | 十市         |                         |
| 高知県道45号南国インター線                                                  | 南国市   | 浜改田       |                         |
| 高知県道31号前浜植野線                                                      | 南国市   | 前浜         |                         |
| 高知県道13号高知空港線                                                      | 南国市   | 久枝         |                         |
| 高知県道240号遠崎野市線                                                     | 香南市   | 吉川町吉原   |                         |
| 国道55号 国道493号 重複 高知県道30号香北赤岡線                              | 香南市   | 赤岡町       | 赤岡町横岡交差点 / 終点 |

### 交差する鉄道
- 土佐くろしお鉄道ごめん・なはり線

### 沿線
- 高知県立坂本龍馬記念館
- 桂浜
- 高知新港
- 高知空港